# Gebrüder Nenninger

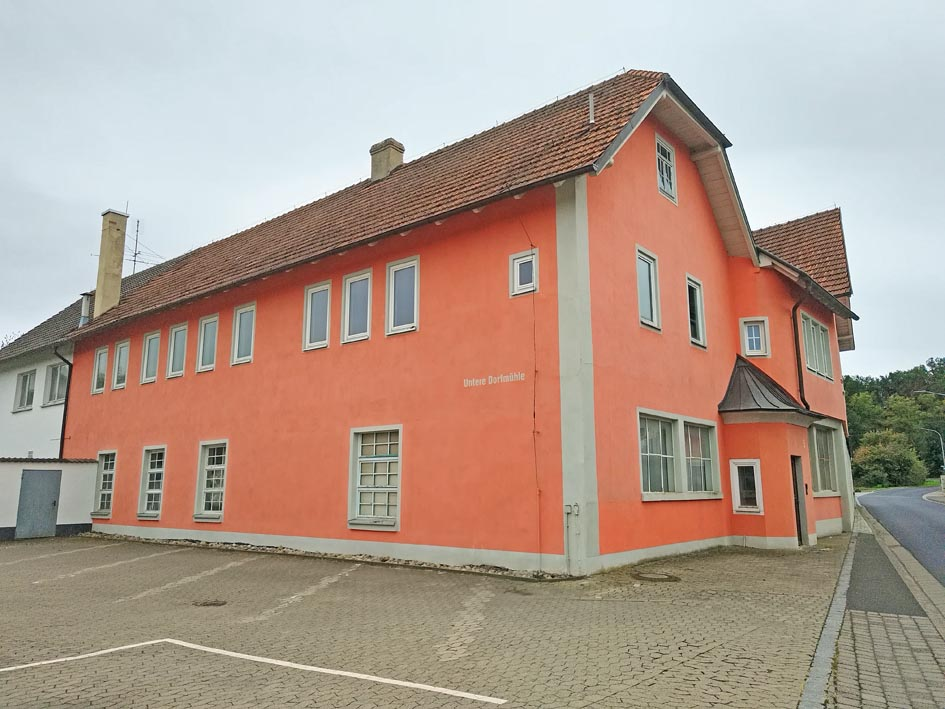
Die untere Dorfmühle in Saal, Standort der Firma ab 1907

Die Firma Gebrüder Nenninger wurde 1886 von den Brüdern Erwin, Friedrich, Albin und Eduard Nenninger als Maschinenbau- und Mühlenbaugeschäft in Saal an der Saale gegründet. Der Vater Wilhelm Nenninger war Landarzt in Waltershausen. So waren Lustmühle in Untereßfeld oder die Hendunger Mühle Projekte die von Wilhelm Nenninger umgesetzt wurden.

## Firmenentwicklung
1907 kaufte die Familie die alte untere Dorfmühle in Saal und gründeten dort die Firma neu. So hieß es in der Werbung: „Durch die stetige Erweiterung unseres werten Kundenkreises sehen wir uns genötigt, unser Geschäft von Waltershausen nach Saal a. S. zu verlegen, wo wir unser neuerbautes Werk mit einer modernen Turbinenanlage ausstatten konnten und so imstande sind, durch eine gute maschinelle Einrichtung den größten Anforderungen unserer geehrten Besteller gerecht zu werden. Wir erlauben uns, Ihre Aufmerksamkeit durch diesen Katalog auf unser Etablissement zu richten.“ (Firmenprospekt 1910) Jeder der vier Brüder brachte eine Spezialisierung in das Unternehmen mit ein. Erwin Nenninger fuhr als Außendienstler in der Gegend mit einem Fahrrad und betreute die Kunden. Friedrich Nenninger war hauptsächlich Konstrukteur und hatte viele Patentanmeldungen beim Kaiserlichen Patentamt in Berlin. Erwin und Albin betreuten Umsetzung der Aufträge. So entwickelte sich das Unternehmen rasch zu einem der führenden Mühlenbauer in Deutschland. Nur die beiden Weltkriege hemmten die Firma entscheidend. Dazu kam einige Brände, zuletzt der von 1954. Das Foto zum Firmenjubiläum 1961 zeigt über 70 Mitarbeiter bei dem Unternehmen. In den 1960er Jahren brachte das allgemeine Mühlensterben und Entscheidungen in der Politik den Niedergang des Unternehmens. Schließlich wurde die Firma 1972 an Fritz Pidun verkauft.

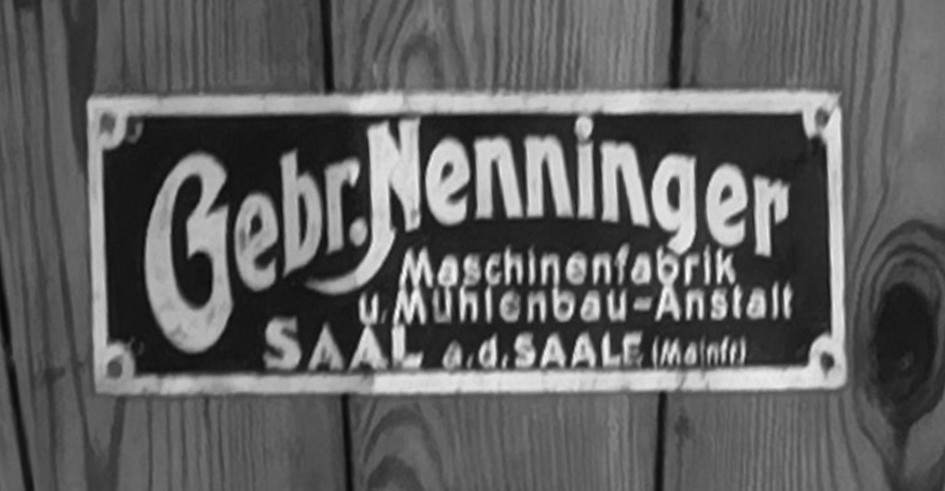
Firmenschild
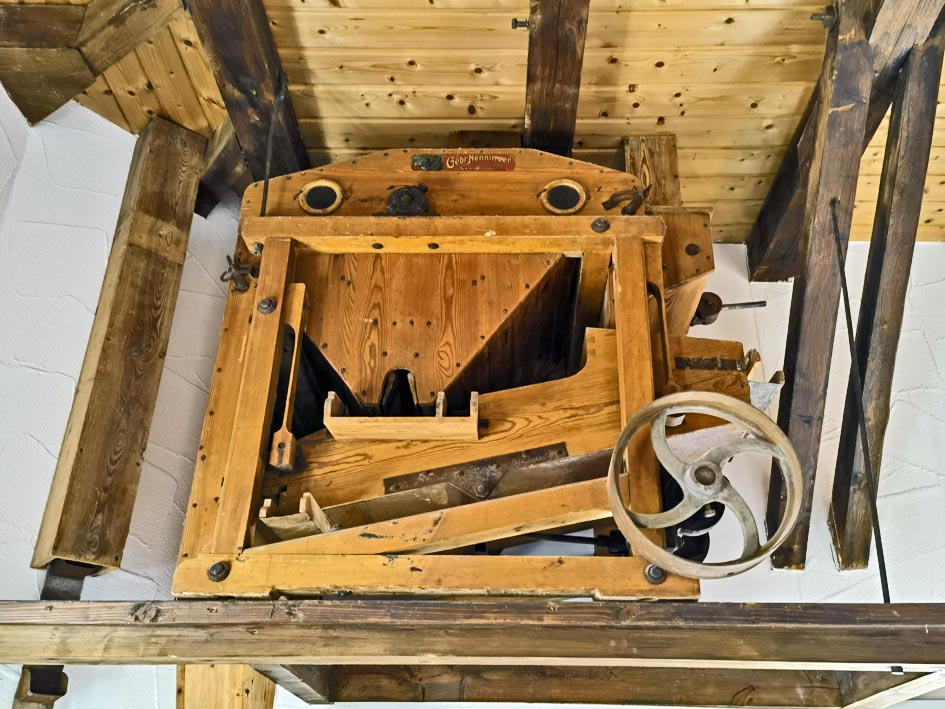
Walzenwerk der Firma Nenninger
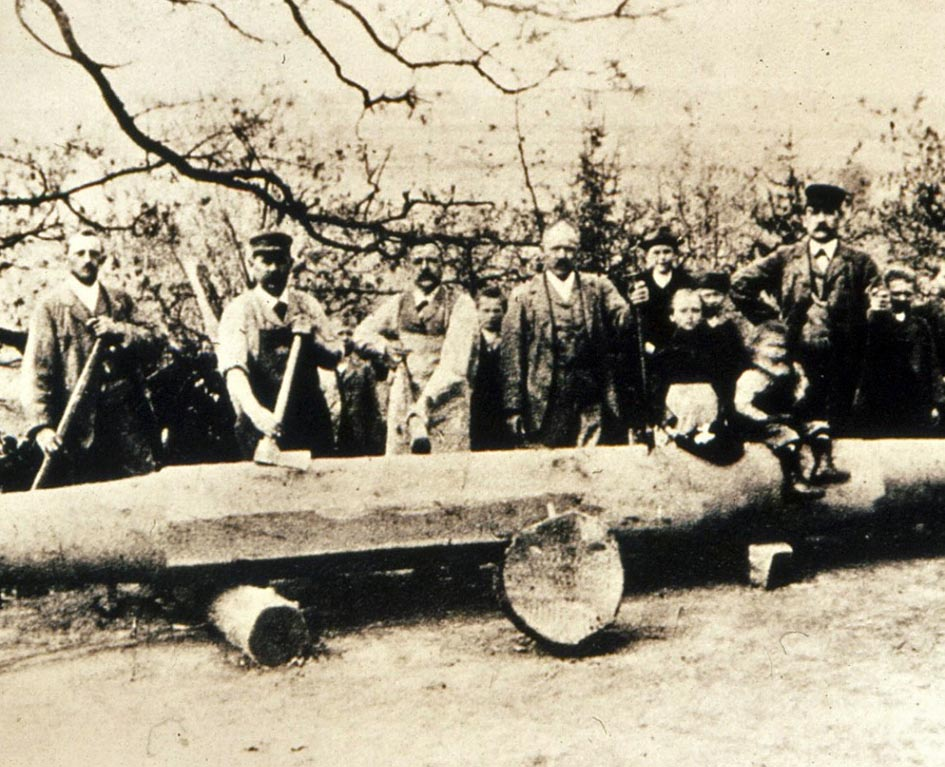
Die Brüder Nenninger mit einem produzierten Wellbaum 1890